# A fidzsi dollár pénzjegyei
A fidzsi dollár a Fidzsi-szigetek hivatalos pénzneme. 1969-től vezették be, a brit font sterlinggel egyenértékű gyarmati fidzsi font helyett, 1 font 2 dollárral lett egyenértékű. A fidzsi papírpénzeken, a fidzsi fonton 1934 és 1969 között, a fidzsi dolláron pedig 1969 és 2013 között az aktuális brit uralkodó portréja szerepelt fő motívumként. Kibocsátási évszám nincs feltüntetve a forgalmi fidzsi dollár címleteken.

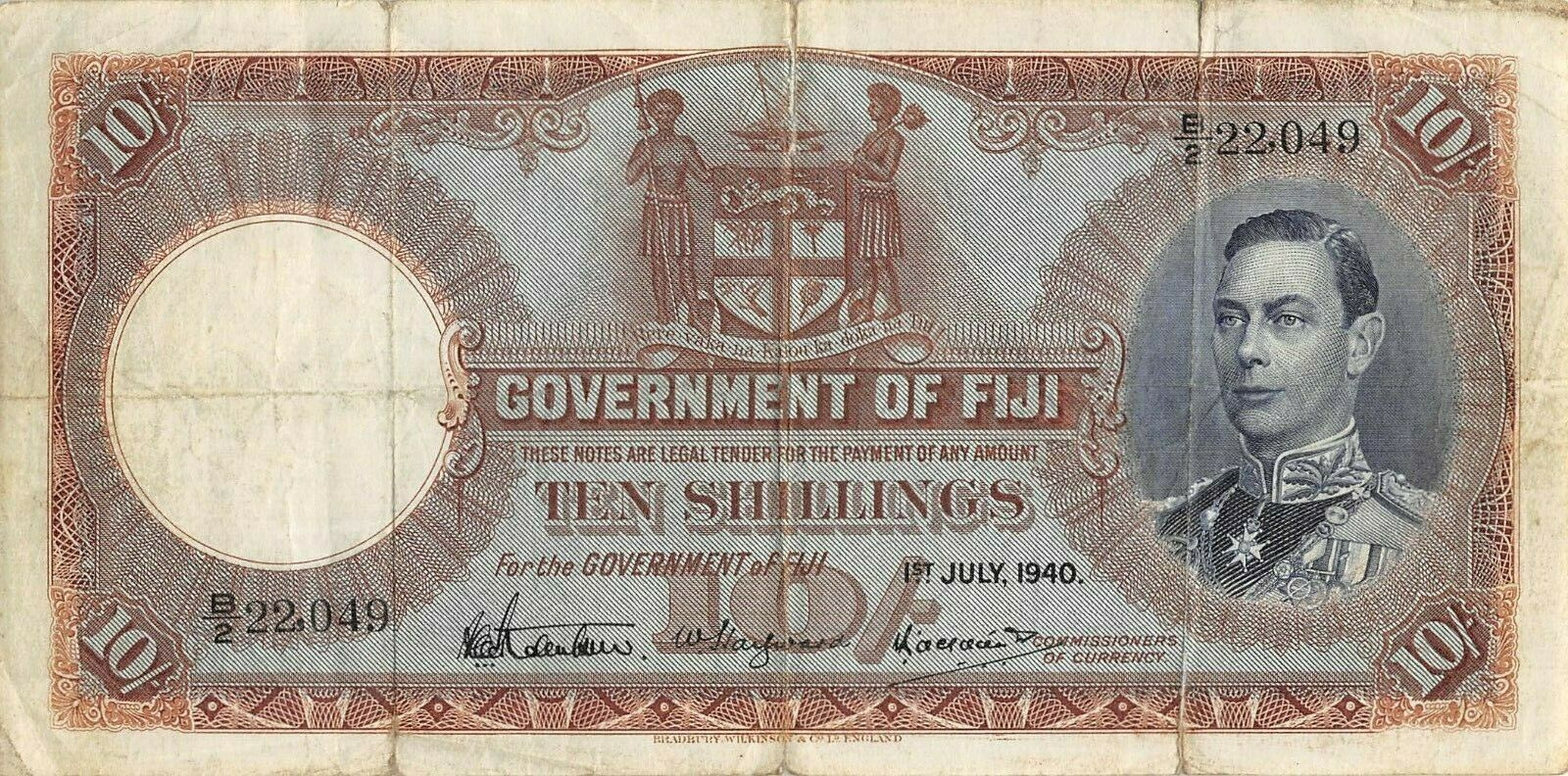
1940-es kibocsátású Fidzsi 10 shillinges (1/2 font sterling) papírpénz VI. György király képmásával. 1969-től 1 fidzsi font 2 fidzsi dollárral lett egyenértékű.

A szigetország brit gyarmati időkből származó címere 1914 óta szerepel valamennyi fidzsi papírpénzen.

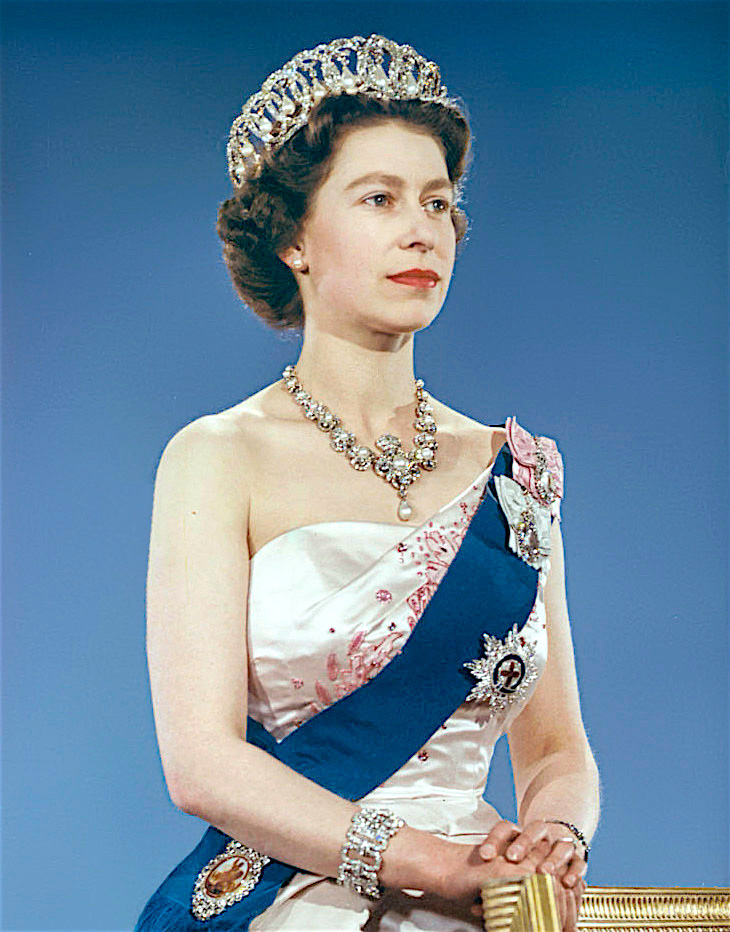
1969 és 2013 között II. Erzsébet királynő portréja szerepelt valamennyi fidzsi dollár érmén és bankjegyen fő motívumként.

## II. Erzsébet királynő portrés sorozatok

### Government of Fiji - 1969-es sorozat
Az 1969-es és az 1971-es sorozatot még a brit gyarmati kormányzóság (Government of Fiji) bocsátotta ki, a sorozat 50 centes, 1, 2, 5, 10 és 20 dolláros címletekből állt, előoldalukon II. Erzsébet királynő 1955-ben készült, Pietro Annigoni-féle portréjával. az 50 centes és az 1 dolláros hátoldalán tájkép, a többi, nagyobb címletén absztrakt díszítőelemek szerepeltek. Az 1, 2, 5, 10 és 20 dolláros egyforma méretben készült, az 50 centes kisebb tőlük.

#### 1969 - Government of Fiji -  For the Government of Fiji kiadás
Az 1969-es kibocsátáson a Government of Fiji -  For the Government of Fiji felirat szerepel. A sorozatot a brit Thomas de la Rue cég nyomtatta.

#### 1971 - Government of Fiji - For the Government of Fiji - Currency Board kiadás
Az 1971-es kibocsátáson a Government of Fiji - For the Government of Fiji - Currency Board felirat szerepel. A sorozatot a brit Thomas de la Rue cég nyomtatta.

#### 1974-es kiadás
1974-től Fidzsi függetlenné válásával a papírpénzek kibocsátását a Central Monetary Authority of Fiji vette át. A címletek változatlanok maradtak az 1969-es és az 1971-es kibocsátásokhoz képest, csak a Government of Fiji felirat változott Fiji-re, illetve megjelent rajtuk a For the Central Monetary Authority of Fiji felirat is. 50 centest már nem bocsátottak ki, azt érmére cserélték, csak 1, 2, 5, 10 és 20 dollárost. A sorozatot a brit Thomas de la Rue cég nyomtatta.

### Central Monetary Authority of Fiji - 1980-as sorozat
Ezen sorozatok címleteinek mérete egységesen 156 x 67 mm.

#### 1980-as kibocsátás
A teljesen új, az előzőnél kisebb méretű, évszám nélküli 1980-as sorozatban 1, 2, 5, 10 és 20 dolláros került forgalomba. Az előoldalra II. Erzsébet királynő Anthony Buckley 1966-ben készített fényképe alapján készült portréja került. Az 1 dolláros hátoldalán Suva piaca, a 2 dollárosén cukornád aratás, az 5 dollárosén halászjelent, a 10 dollárosén ceremoniális bennszülött tánc, a 20 dollárosén pedig jellegzetes fidzsi kunyhó látható. A sorozatot a brit Thomas de la Rue cég nyomtatta.

#### 1983-as kibocsátás
Az 1983-as sorozat esetében csak 1 és 2 dolláros címlet került forgalomba. Az 1980-as sorozathoz képest változott az egyik hitelesítő aláírás, valamint az 1 dolláros alapszínét vörösesbarnáról szürkére cserélték, mivel a korábbi színváltozat összetéveszthetővé tette a piros alapszínű 5 dollárossal.

#### 1986-os kibocsátás
Az 1986-os sorozatban 5, 10 és 20 dollárost bocsátottak kii az 1980-assal megegyező kivitelben, az 1983-es kiadással azonos aláírásokkal.

### Reserve Bank of Fiji - 1987-1992-es sorozat
1987-ben az újonnan alakult jegybank, a Reserve Bank of Fiji vette át a papírpénz kibocsátás jogát. A címletek mérete változatlanul egységesen 156 x 67 mm. 

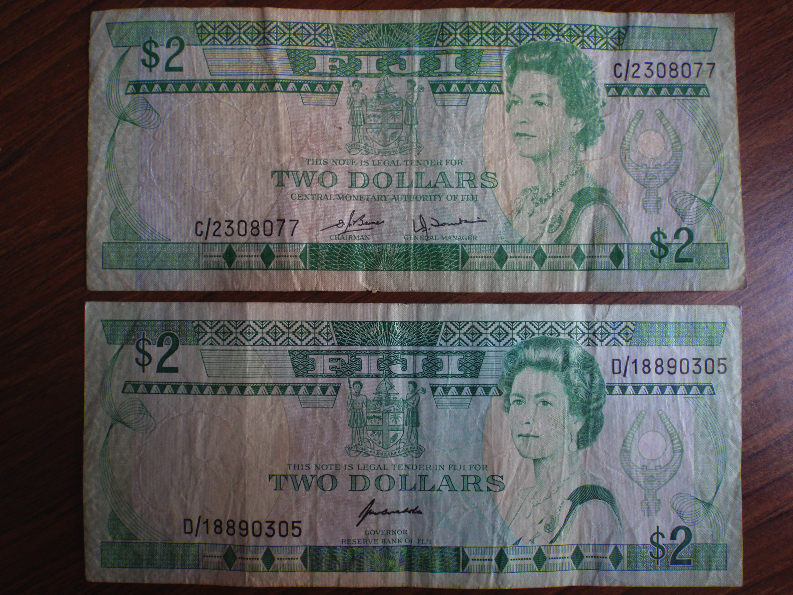
A Central Monetary Authority of Fiji 1980-as (felül) és a Reserve Bank of Fiji 1995-ös (alul) 2 dollárosai. Jól megfigyelhetőek a kissé eltérő II. Erzsébet portrék.

#### 1987-1988-as kibocsátás
A jegybank Reserve Bank of Fiji felirattal elsőként 1987-ben 1 dolláros, majd 1988-ban 2 és 20 dolláros címleteket hozott forgalomba, melyeken a jegybank kormányzójának (Governor of the Reserve Bank of Fiji), Savenaca Siwatibau-nak (1940-2003) aláírása szerepelt, 5 és 20 dolláros címletet nem nyomtattak. Az 1980-as, 1983-as és 1986-os címletekkel szemben annyi változás történt még, hogy egy az előzőhöz nagyon hasonló, de már nem oldalra, hanem szembe néző II. Erzsébet portré került bevezetésre rajtuk, valamint a Thomas de la Rue cég helyett a szintén brit Bradbury Wilkinson nyomtatta őket.

#### 1989-1995-ös kibocsátás
Ezt a sorozatot szakaszosan, összesen hat év alatt vezették csak be, alapvetően megegyezett az 1987-1988-as sorozattal, ugyancsak az átdolgozott II. Erzsébet portré került alkalmazásra. A sorozat 10 dollárosa 1989-ben, az 5 dolláros 1991-ben, az 1 dolláros 1993-ban,végül a 2 dolláros 1995-ben került forgalomba. 20 dollárost nem bocsátottak ki. Változást jelentett, hogy az új kormányzó hitelesítő aláírása: Jone Kubuabola, illetve ismét a Thomas de la Rue cég nyomtatta őket.

#### 1992-es kibocsátás
Az 1992-es sorozat bankjegyeit korszerűsítették, csak 5, 10 és 20 dolláros címletek kerültek forgalomba. Megjelenésük megegyezett az előző kibocsátással, de plusz biztonsági elemként bújtatott fémszálat, és fémhatású festékkel nyomtatott ábrákat kaptak.  Hitelesítő aláírás: Jone Kubuabola, titulus: Governor. Ezeket a bankjegyeket a brit Thomas de la Rue cég nyomtatta.

### Reserve Bank of Fiji - 1996-os sorozat
Ezen sorozatok címleteinek mérete egységesen 156 x 67 mm.

#### 1996-os kibocsátás
Az 1996-os sorozatban 2, 5, 10, 20 és 50 dolláros címlet került kibocsátásra, valamennyin Terry O'Neill 1992-ben készült, idősebb II. Erzsébet királynőt ábrázoló képmása került. A 2, 5, 10 és a 20 dolláros stílusában egyforma volt, az 50 dolláros előoldala viszont jelentősen eltért a többi címletétől. A hátoldalak tematikája: 2 dolláros: gyerekek a tengerparton, 5 dolláros: Nadi Nemzetközi Repülőtér (Nadi International Airport), 10 dolláros: tutaj, 20 dolláros: parlament és a jegybank épülete, 50 dolláros: zászlófelvonás, díszszemle, a brit fennhatóságot elismerő szerződés aláírása (Deed of Cession), Cession Stone emlékmű. Problémát jelentett, hogy a narancssárga 5 dolláros könnyen összetéveszthető volt a piros alapszínű 50 dollárossal. A 2, a 10 és a 20 dollárost egy és kétbetűs sorszám változattal is nyomtatták. A 2, 5, 10 és 20 dollárosból egyetlen hitelesítő aláírásváltozat létezik: Jone Kubuabola, Governor. A többi címlettel ellentétben az 50 dollárosból két hitelesítő aláírásváltozat is létezik: Jone Kubuabola, vagy Savenaca Narube. A sorozatot a brit Thomas de la Rue cég nyomtatta.

#### 1998-as, átszínezett 5 dolláros
Az 1996-os sorozat címleteinél problémát jelentett, hogy a narancssárga 5 dolláros és a piros színű 50 dolláros könnyen összetéveszthető volt egymással, ezért 1998-tól a jegybank már egy átszínezett, barna-vörös alapszínű 5 dolláros címletet bocsátott ki. Két hitelesítő aláírásváltozat létezik: Jone Kubuabola, vagy Savenaca Narube, titulusuk: Governor. A brit Thomas de la Rue cég nyomtatta.

#### 2002-es korszerűsített kibocsátás
A 2002-es kibocsátás bankjegyei annyiban tértek el az 1996-os szériáétól, hogy vastag, demetalizált fémszálat kaptak a korábbi fémes hatású, vékony helyett, valamint növekvő méretű sorozatszámokat (Ascending Size Serial), továbbá a 10, a 20 és az 50 dolláros nagyméretű hologrammal is el lett látva. Változást jelentett még, hogy az 5 dolláros alapszíne barna-vörösről barnára változott, hogy még jobban megkülönböztethető legyen a piros 50 dollárostól. Hitelesítő aláírás: Savenaca Narube, titulus: Governor. A sorozatot a brit Thomas de la Rue cég nyomtatta.

### Reserve Bank of Fiji - 2007-es sorozat

#### 2007-es kibocsátás

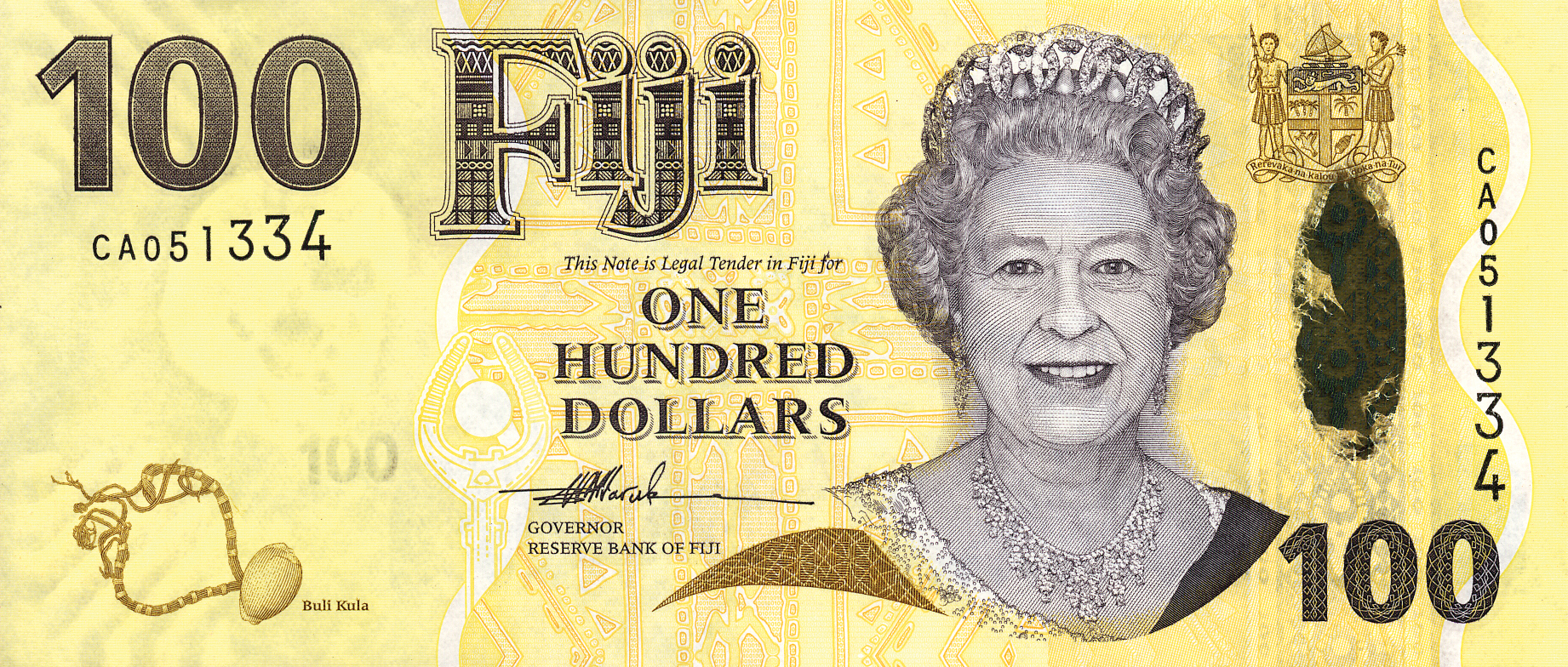
2007-es kibocsátású, fidzsi 100 dolláros bankjegy előoldala, II. Erzsébet királynő portréjával.

2007-ben új bankjegysorozat került kibocsátásra, 2, 5, 10, 20, 50 és 100 dolláros címletek formájában. Az új bankjegyek egységesen 67 mm szélesek, hosszuk címletenként 5 mm-rel nő, azaz a 2 dolláros 131 mm hosszú, az 5 dolláros 136 mm, a 10 dolláros 141 mm, a 20 dolláros 146 mm, az 50 dolláros 151 mm, míg a 100 dolláros 156 mm hosszúságú. Előoldalukra egységesen II. Erzsébet királynő Mark Lawrence 1999-ben készített fényképe alapján készült, Stephen Matthews által vésett portréja került. A 2 dolláros hátoldalán fidzsi gyerekek, a Suva Stadion és a Korobas-hegység, az 5 dollárosén a Valili-hegy, egy iguána, balaka pálma és masiratu virág, a 10 dollárosén a Joske's-hegy és a  Grand Pacific Hotel, a 20 dollárosén fakitermelés, bányászat és a Uluinabukelevu-hegy, az 50 dollárosén fidzsi bennszülött szertartás, a 100 dollárosén pedig a Fidzsi-szigetek térképe és a turizmus szimbólumai láthatóak. Biztonsági elemek: 3 mm széles demetalizált bújtatott fémszál, vízjel, UV elemek, ezeken kívül a 10 dollároson fémhatású fólia, a 20 és az 50 dollároson  hologram, a 100 dollároson pedig 18 mmm széles, átlátszó, műanyag  optikai biztonsági szál (Optiks security thread). Hitelesítő aláírás: Savenaca Narube, titulus: Governor. A sorozatot a brit Thomas de la Rue cég nyomtatta.

#### 2011-es kibocsátás
A 2011-es kibocsátás csak 2, 5 és 10 dolláros címletekből állt, ezek megegyeztek a 2007-es sorozat ilyen bankjegyeivel, a különbséget csak az új hitelesítő aláírás és annak új titulusa jelentette: Barry Whiteside, Acting Governor. A sorozatot szintén a brit Thomas de la Rue cég nyomtatta.

## 2013-as, Fidzsi élővilága sorozat
2013. január 2-ától új bankjegysorozatot bocsátottak ki, ahol a királynő arcképét felváltják a növény- és az állatképekkel. A bankjegyeket, hasonlóan a korábbi szériákhoz, a brit De La Rue Currency nyomda állítja elő. Míg az 5 dolláros műanyagból, addig a többi címlet papírból készül.
| Névérték   | Méret       | Szín  | Leírás                                   | Leírás                                                | Dátumok   | Dátumok     | Dátumok     |
| Névérték   | Méret       | Szín  | Előoldal                                 | Hátoldal                                              | nyomtatás | kibocsátás  | visszavonás |
| ---------- | ----------- | ----- | ---------------------------------------- | ----------------------------------------------------- | --------- | ----------- | ----------- |
| 5 dollár   | 136 x 67 mm | barna | Katoni Masima, papagáj, az ország címere | Valili-hegy, tarajos leguán, balaka pálma             | 2012      | 2013 január | forgalomban |
| 10 dollár  | 141 x 67 mm | lila  | i Buburau ni Bete, az ország címere      | Joske's thumb vulkáni képződmény, Grand Pacific Hotel | 2012      | 2013 január | forgalomban |
| 20 dollár  | 146 x 67 mm | kék   | foa, az ország címere                    | Uluinabukelevu-hegy                                   | 2012      | 2013 január | forgalomban |
| 50 dollár  | 151 x 67 mm | vörös | Wasekaseka, az ország címere             | kava                                                  | 2012      | 2013 január | forgalomban |
| 100 dollár | 156 x 67 mm | sárga | Buli Kula, az ország címere              | Fidzsi-szigetek térképe                               | 2012      | 2013 január | forgalomban |

## Emlékbankjegyek

### 2000-es milenniumi emlék 2 és 2000 dolláros címlet
A 2000-ben a Reserve Bank of Fiji a milennium alkalmából két emlékbankjegyet bocsátott ki, egy 2 és egy 2000 dolláros címletet. A 2 dolláros előoldalán Ratu Sir Penaia Kanatabatu Ganilau (1918-1993), a nagy méretű 2000 dollároson pedig Ratu Sir Kamisese Mara (1920-2004) képmása szerepelt.

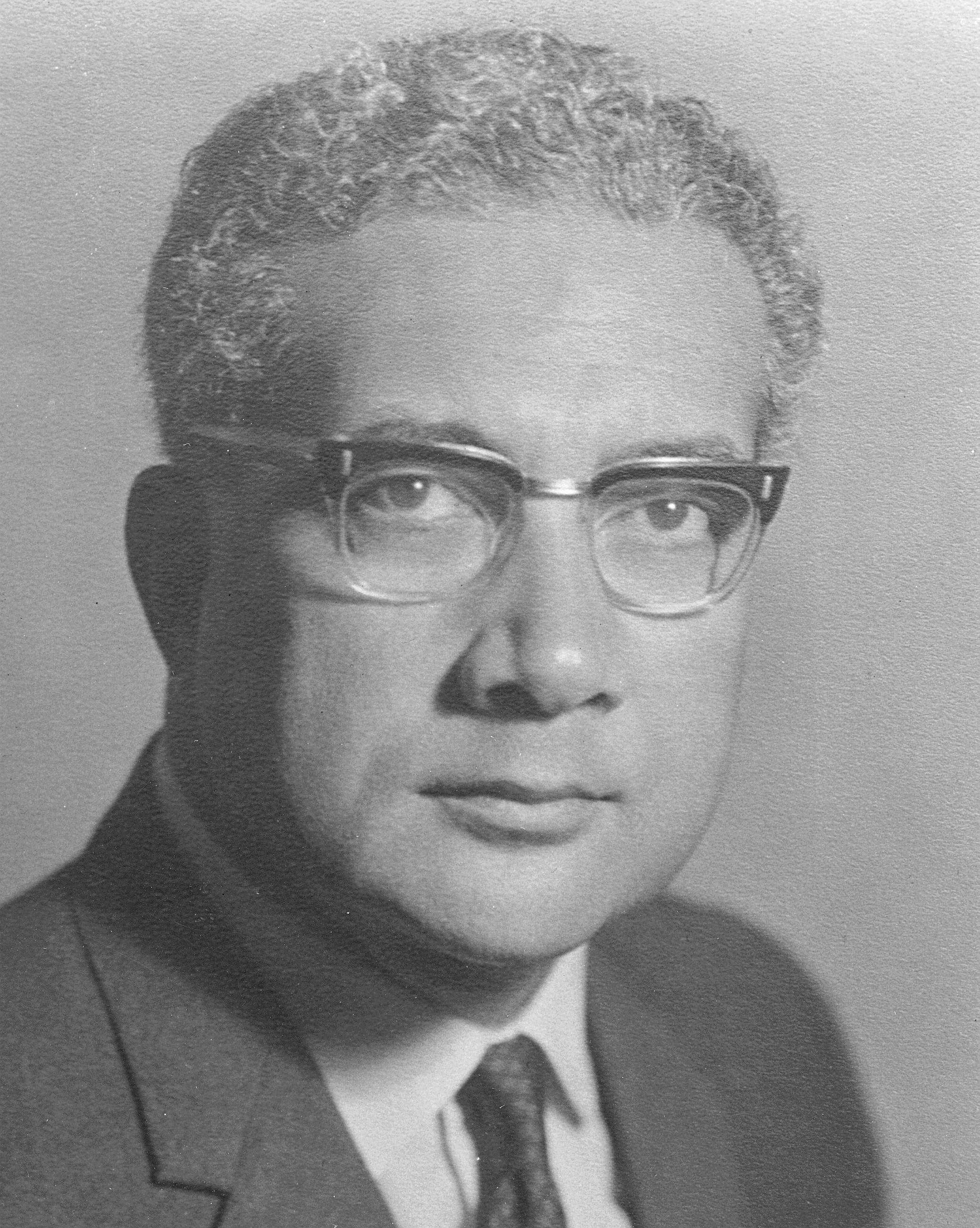
Ratu Sir Kamisese Mara (1920-2004) portréja szerepelt a 2000-es kiadású emlék 2000 dollároson.

### 2016-os rögbi olimpiai aranyérem emlék 7 dolláros címlet
A 2016-os nyári olimpián szerzett rögbi aranyérem alkalmából egy 7 dolláros bankjegy került kibocsátásra.
| Névérték | Méret       | Szín | Leírás                                                                | Leírás                                                  | Dátumok   | Dátumok           |
| Névérték | Méret       | Szín | Előoldal                                                              | Hátoldal                                                | nyomtatás | kibocsátás        |
| -------- | ----------- | ---- | --------------------------------------------------------------------- | ------------------------------------------------------- | --------- | ----------------- |
| 7 dollár | 140 x 67 mm | kék  | Ben Ryan rögbiedző Osea Kolinisau olimpiai kapitány kezében egy labda | a rögbicsapat, Josaia Voreqe Bainimarama miniszterelnök | 2017      | 2017. április 21. |

### 2020-as emlék műanyag 50 dolláros
2020-ban a Nagy-Britanniától való függetlenség kikiáltásának 50. évfordulója alkalmából egy műanyag, polimer 50 dolláros emlékbankjegyet bocsátottak ki.